# Хишир, Нико
Ни́ко Хиши́р (нем. Nico Hischier; род. 4 января 1999, Натер, Вале) — швейцарский хоккеист, нападающий и капитан клуба «Нью-Джерси Девилз». 1-й номер драфта НХЛ 2017 года.

## Игровая карьера
Обучался хоккею в детско-юношеской секции хоккейного клуба «Фисп» из кантона Вале, после чего по достижении пятнадцатилетнего возраста заключил контракт с клубом Швейцарской национальной лиги «Берн», последовав примеру своего старшего брата Луки, уже выступавшего за основную команду бернцев. В начале сезона 2015/16 Нико был отправлен в основной состав «Фиспа», но уже в ноябре 2015 года возвращён в Берн для игры за главную команду из-за обилия травмированных игроков. Всего в своём первом профессиональном сезоне Хишир провёл 15 матчей и набрал в них одно очко, проведя большую его часть в фарм-клубе.
В 2016 году был выбран под общим шестым номером на драфте Канадской хоккейной лиги клубом «Галифакс Мусхэдз». В первом сезоне в Главной юниорской хоккейной лиге Квебека он сумел набрать 86 очков, став лучшим по этому показателю новичком лиги, чем заслужил Кубок RDS и Майк Босси Трофи, а также был выбран в символическую сборную новичков.

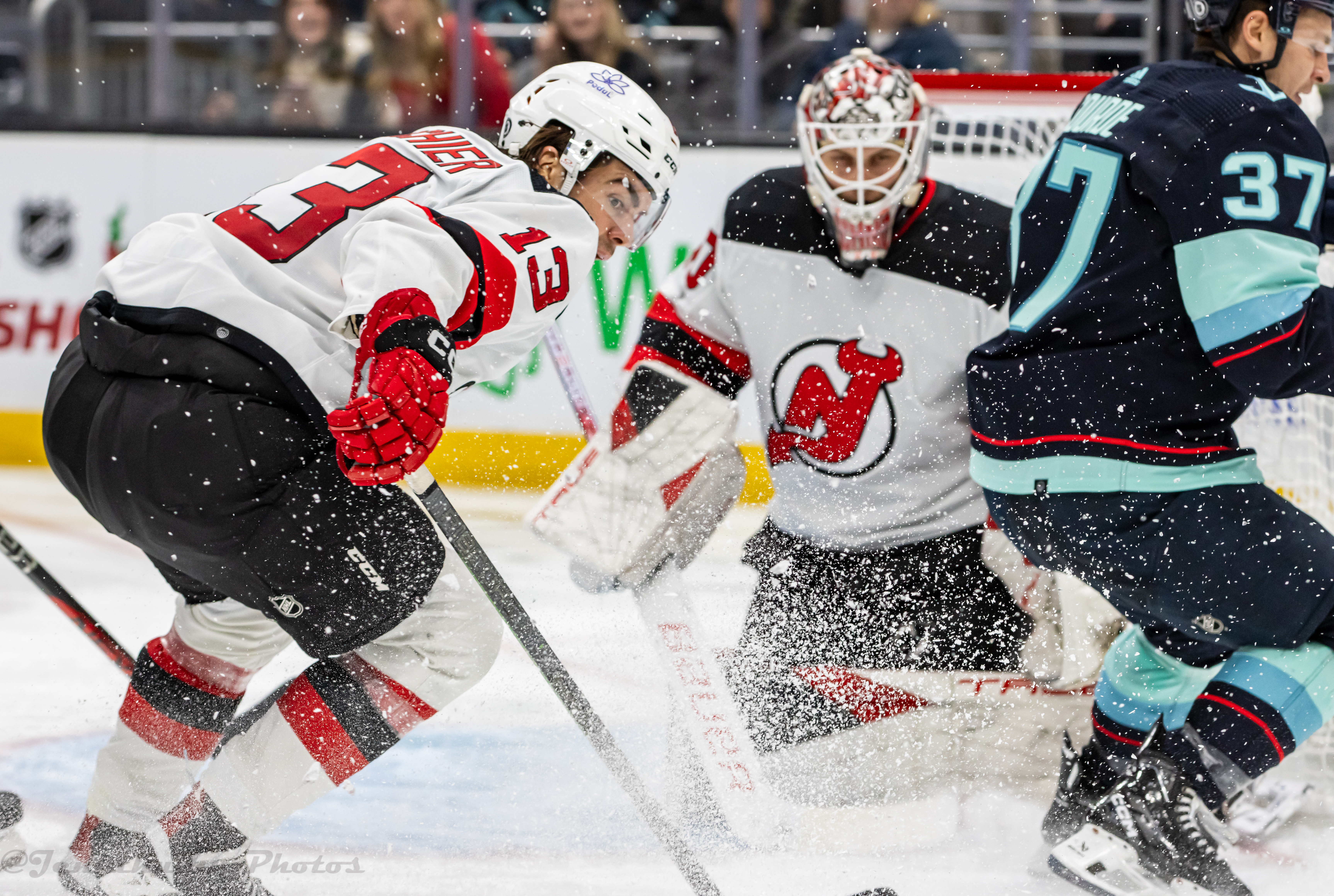
Хишир (слева) в составе «Девилз» в 2023 году

Перед драфтом НХЛ 2017 года рассматривался вместе с Ноланом Патриком в качестве наиболее вероятного кандидата на первый номер выбора. Скаутские агентства в качестве сильных сторон Хишира отмечали глубокое понимание им игры и талант к игре в атаке. Сам Нико отметил, что старался подражать стилю игры Павла Дацюка. Перед драфтом лотерею на первый выбор выиграл «Нью-Джерси Девилз», и генеральный менеджер команды Рэй Шеро заявил, что определился с выбором. 23 июня «Девилз» выбрали под 1-м номером Нико Хишира.
В дебютном сезоне в НХЛ сразу же стал вторым бомбардиром команды после Тэйлора Холла и помог «Дьяволам» впервые за 6 лет выйти в плей-офф. В матчах на вылет против «Тампы-Бэй Лайтнинг» сумел набрать лишь 1 очко, забросив шайбу в 4-м матче.
В 2019 году подписал семилетний контракт с «Нью-Джерси Девилз». Зарплата игрока составит 7,25 млн долларов в год.
В 2021 году стал самым молодым капитаном в истории «Нью-Джерси Девилз», в возрасте 22 лет.
В сезоне 2022/23 набрал 80 очков (31+49) в 81 матче.

## Статистика
| Легенда | Легенда                    | Легенда | Легенда                   | Легенда | Легенда    |
| ------- | -------------------------- | ------- | ------------------------- | ------- | ---------- |
| И       | Количество проведённых игр | Штр     | Штрафное время            | +/−     | Плюс-минус |
| Г       | Голы                       | П       | Голевые передачи          | О       | Очки       |
| -       | Статистика неизвестна      | —       | Статистика не учитывалась |         |            |